# ميليان بوشيكا
ميليان بوشيكا مواليد 30 يونيو 1991 في صربيا، هو لاعب كرة يد صربي يلعب كظهير أيسر. يلعب حاليا مع نادي فيسوا بوتسك لكرة اليد ويحمل الرقم 13. مثل منتخب صربيا لكرة اليد.

## سجل المنافسة
شارك في البطولات التالية:
- بطولة أوروبا لكرة اليد للرجال 2016

## روابط خارجية
- ميليان بوشيكا على موقع الاتحاد الأوروبي لكرة اليد (الإنجليزية)